# Schulzendorf
Schulzendorf es un municipio situado en el distrito de Dahme-Bosque del Spree, en el estado federado de Brandeburgo (Alemania). Tiene una población estimada, a fines de 2021, de 9327 habitantes.